# Macrostylis mariana
Macrostylis mariana är en kräftdjursart som beskrevs av Boris Vladimirovich Mezhov 1993. Macrostylis mariana ingår i släktet Macrostylis och familjen Macrostylidae. Inga underarter finns listade i Catalogue of Life.